# أشكال ألوان
أشكال ألوان أو الجمعية اللبنانية للفنون التشكيلية هي جمعية تروج وتنتج أعمال فنية معاصرة في لبنان، أسستها كريستين طعمة في 1994.

## تاريخ الجمعية
تأسست أشكال ألوان في عام 1994 من قبل كريستين طعمة، وبالتعاون مع الفنان مروان رشماوي، ومصممة الجرافيك والديكور الداخلي رانيا طبارة، ومنظم الأحداث الثقافية مصطفى يموت، ومديرة الاتصالات ليلى مروة. تم إنشاء أشكال ألوان في أعقاب الحرب الأهلية اللبنانية، وهي منظمة غير ربحية عملت منذ تأسيسها على دعم الفن المعاصر من خلال مبادرات عديدة.
قامت كريستين ببناء شبكة كبيرة من المؤسسات الشريكة المحلية والدولية، وأصبح أشكال ألوان ممثلًا رئيسيًا ومؤثرًا على الساحة الفنية الإقليمية، حيث يعرض أعمال الفنانين المحليين والدوليين أمثال جلال توفيق وأكرم الزعتري ولمياء جريج ووليد رعد، وربيع مروة والكثير غيرهم. وقد تم تصنيف كريستين طعمة ضمن أقوى 100 شخص في عالم الفن.
قامت الجمعية بالعديد من المشاريع من ضمنها: منتدى «أشغال داخلية» للممارسات الثقافية في المنطقة، والذي أسسته طعمة عام (2001). بالإضافة إلى مبادرات أخرى مثل: برنامج «أشغال الفيديو»، ومنح إنتاجية، ومنصة لعرض الأفلام، إنتاج ونشر أعمال الفنانين وصناع الأفلام المقيمين في لبنان، التي أنتجت عام (2006).
وفي عام 2011 افتتحت أشكال ألوان فضاء الأشغال الداخلية في مبنى صناعي سابق مجاور لمركز بيروت للفن، وهو برنامج تعليمي مدته 10 أشهر يتم تشغيله تحت إشراف أستاذ مقيم مختلف، كان العام الافتتاحي 2011-2012 تحت إشراف إملي جاسر.

## ورش العمل والمشاريع
| 2017 - مشروع خارج بينالي الشارقة 13، تم تنظيمه بالتعاون مع مؤسسة الشارقة للفنون. - أشغال فيديو 2017 2016 - أشغال فيديو 2016 - ندوة الرواية العربية 2015 - منتدى أشغال داخلية السابع - أشغال فيديو 2015 - منتدى اللغة العربية اليوم ووسائل التواصل الاجتماعي 2014 - أشغال فيديو 2014 2013 - منتدى أشغال داخلية السادس - الحداثة الموازية: مؤتمر الستينيات الحلوة - ورشة عمل مع هو فانغ وطارق عطوي 2012 - معرض لجوانا حاجي توما وخليل جريج - الحب من النظرة الأولى: الكتاب الرقمي العربي - الحساسيات والخبرات: تجاوز الحدود مع لورانس ليبلانك 2011 - أشغال فيديو 2011 2010 - منتدى أشغال داخلية الخامس 2009 - أعمال الفيديو 2009 | 2008 - منتدى أشغال داخلية الرابع 2006 - السفر مستحيل: هارون فاروكي وفريق «فيلم الصوت الأسود». 2005 - منتدى أشغال داخلية الثالث 2004 - ضحك، بالتعاون مع مهرجان لندن الدولي للمسرح. - رقبتي أرق من الشعر، عرض مقدم من مجموعة أطلس. 2003 - منتدى أشغال داخلية الثاني 2002 - منتدى أشغال داخلية الأول 2001 - ورشة صوتية مع المجلس الثقافي البريطاني - الروابط المفقودة في معرض تاون هاوس في القاهرة مصر 2000 - مشروع شارع الحمراء. - الفن المعاصر اللبناني في معرض بورسان سانات في إسطنبول بتركيا. 1999 - مشروع الكورنيش. 1997 - مشروع حديقة السيوفي. 1995 - مشروع حديقة الصنائع. |

## روابط خارجية
- الموقع الرسمي لأشكال ألوان.